# وادي سوسا
وادي سوسا ( (بالإيطالية: Val di Susa) هو وادٍ في مدينة تورينو، منطقة بيدمونت في شمال إيطاليا، ويقع بين جبال الألب في الشمال وجبال الألب الكوتانية في الجنوب. وهو أحد أطول وديان جبال الألب الإيطالية. يمتد على مسافة 50 كيلومتر (31 ميل) في اتجاه الشرق والغرب من الحدود الفرنسية إلى ضواحي تورين. يأخذ الوادي اسمه من مدينة سوسا التي تقع في الوادي. يتدفق نهر دورا ريباريا، أحد روافد نهر بو، عبر الوادي.
يمر طريق سريع عبر الوادي من تورين إلى شامبيري في فرنسا عبر نفق فريجوس، وإلى بريانسون، في فرنسا أيضًا، فوق ممر مونتغينيفري.

## الجغرافية

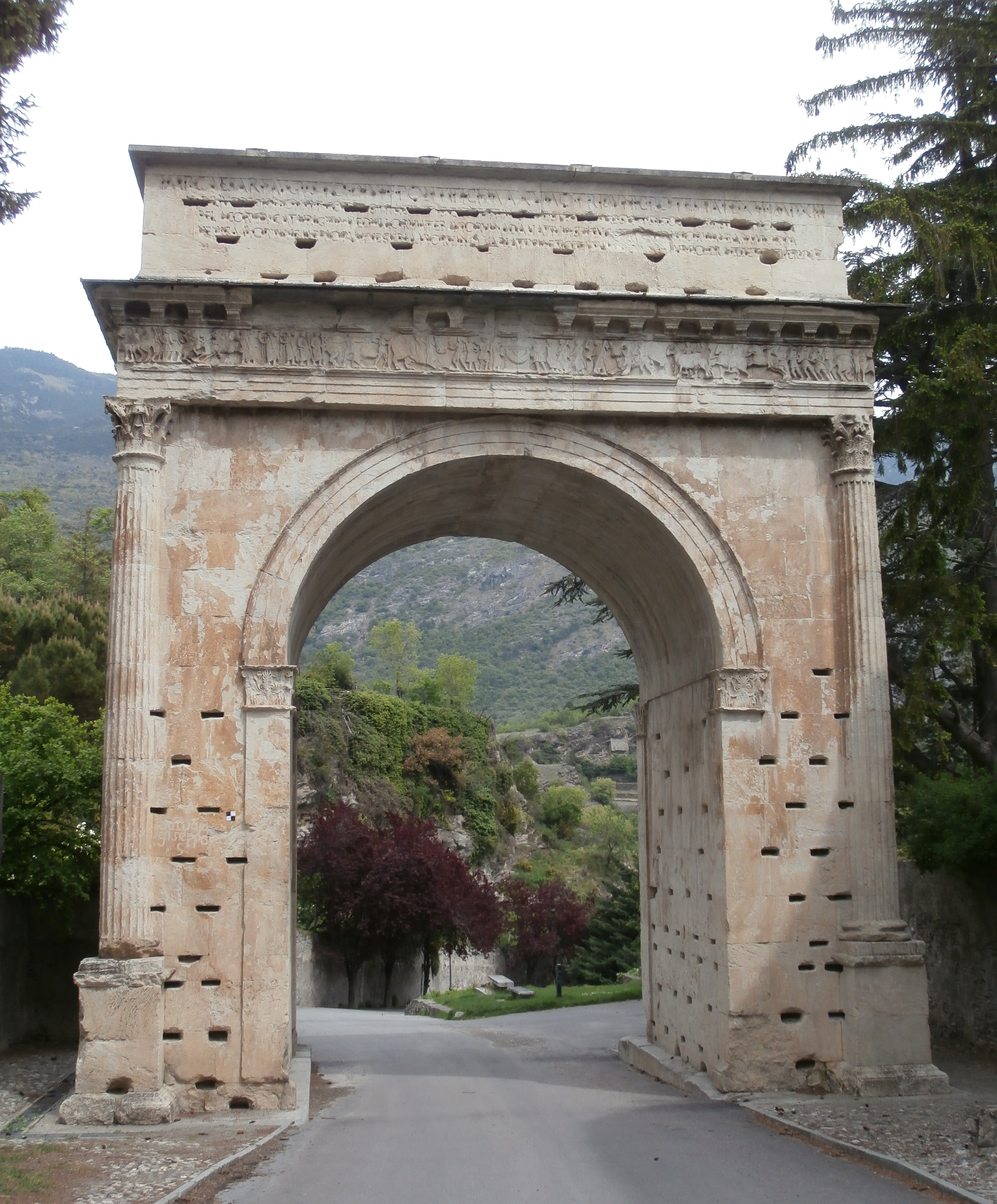
قوس سوزا أغسطس.

تشمل القمم التي تحيط بالوادي ما يلي:

وادي سوسا، الطريق الواصل إلى إيطاليا من فرنسا

- بوانت دي رونس - 3612 م
- روكبامياوني - 3.538 م
- بيير مينو - 3،506 م
- روغنوزا ديتياتشي - 3،382 م
- بونتا سوميلر - 3332 م
- بونتا راميير - 3،303 م
- مونت تشابيرتون - 3،131 م
- مونتي أورسيرا - 2890
- بونتا لونيلا - 2،272 م
- مونتي كولومبانو - 1،658 م
- مونتي موسيني - 1،150 م

## المعالم السياحية الرئيسية

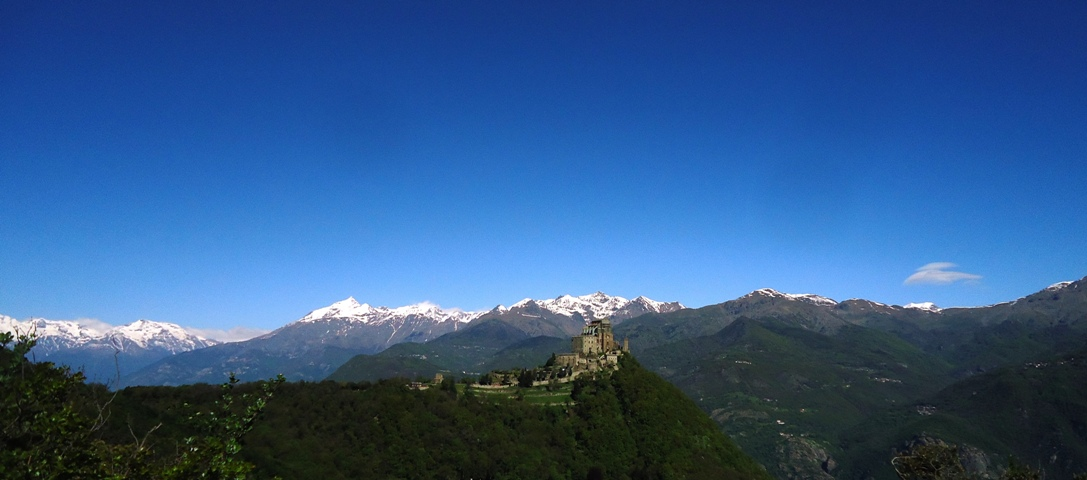
دير القديس ميخائيل وجبال الألب بوادي سوسا.

- أنشئ دير القديس ميخائيل في القرن الحادي عشر على قمة جبل بيرتشيريانو، عند مدخل الوادي من تورين.
- دير نوفاليسا، الذي أنشأه باتريس آبّو من بروفانس عام 726 م في طريقه إلى ممر مونت سينيس.
- كاتدرائية سوسا، دير سان جوستو القديم، في سوسا، أسسها أولدريكو مانفريدي عام 1029.
- قوس أغسطس في سوسا ، الذي بني في السنة الثامنة قبل الميلاد.

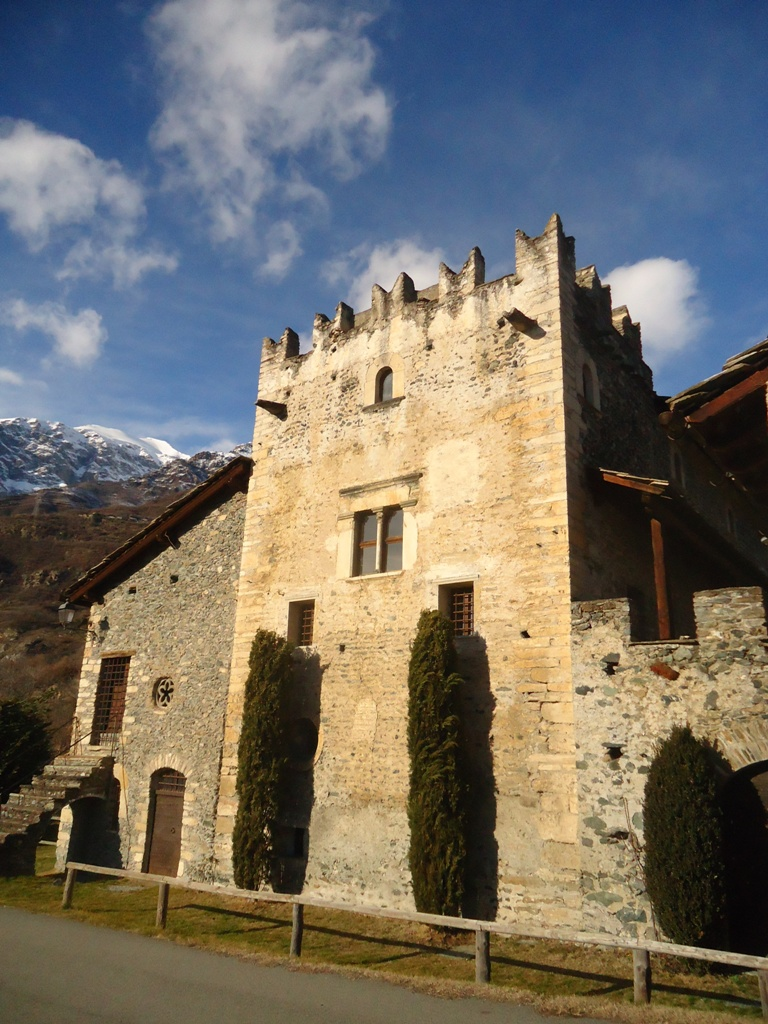
كاسافورتي شيانوكو.

- قلعة بروزولو ، بُنيت عام 1227.
- قلعة شيانوكو
- حصن إغزيل

## سكة حديد فائقة السرعة تورين - ليون
خاض المتظاهرون معركة استمرت 10 سنوات لحماية بناء نفق السكك الحديدية الذي يمتد مسافة 57 كيلومتراً عبر الوادي. 